# Llambrusca
Llambrusca (Vitis labrusca) és la denominació de la vinya silvestre o també la de la vinya que no està empeltada.
D'altra banda Vitis labrusca és el nom científic d'una espècie del gènere Vitis d'origen nord-americà i diferent del de la vinya europea que és Vitis vinifera.
El mot Lambrusca és com anomenaven durant l'antiga Roma a la Vitis vinifera. També a l'edat mitjana en les terres de llengua catalana es feia servir el mot Lambrusca o Llambrusca com a sinònim de vinya.
El vi Lambrusco de Mòdena malgrat el nom, està elaborat amb raïm de ceps de vinya europea.
El cep americà de Vitis lambusca es fa servir, entre altres espècies del gènere Vitis, per empeltar-hi a sobre les varietats europees i així poder lluitar contra la fil·loxera que infecta les arrels i a la qual és resistent el cep americà.
Ocasionalment, a l'Amèrica del Nord fan servir la Vitis lambusca (que és molt més resistent al fred) per a fer vi, però aquest resulta ser de qualitat molt inferior a l'obtingut amb les varietats de l'espècie europea.